# غاريث ديفيز (لاعب كرة قدم)
غاريث ديفيز (بالإنجليزية: Gareth Davies)‏ (6 أكتوبر 1959 بكارديف في المملكة المتحدة - ) هو لاعب كرة قدم بريطاني في مركز الوسط. لعب مع كارديف سيتي.

## وصلات خارجية
- غاريث ديفيز على موقع قاعدة بيانات كرة القدم.إي يو (الإنجليزية)